# Famille Descamps
Pour les articles homonymes, voir Descamps.
La famille Descamps est une famille d'ancienne bourgeoisie, fondatrice au début du XIXe siècle d’une entreprise textile qui s’oriente à partir des années 1950 vers la fabrication puis la vente en magasins de linge de maison.
Au XXIe siècle, les usines à Lille et dans sa région ont fermé de longue date et l’entreprise n’est plus contrôlée par la famille Descamps qui est cependant une des rares dynasties de l’industrie textile du Nord à donner son nom à une marque connue.

## Des origines au développement industriel
La famille Descamps est établie de très longue date à Lille. Un ancêtre était maître filtier en 1668, d’autres  exerçaient dès le XVIIIe siècle des activités de négoce, de banque et de fabrication textile.
Auguste Descamps-Angillis fonde en 1802 à Lille une retorderie de fil de lin et une filature de lin à Linselles.
Son fils ainé, Auguste Descamps  (1805-1862) qui avait épousé Marie-Ange Danel fille d’un important imprimeur acheta en 1850 à son beau-frère Barthélemy-Delespaul une filature de lin dans un ancien couvent rue des Célestines dans le Vieux Lille acquis comme bien national qu’il exploita sous le nom de «Descamps l’Aîné» pour se distinguer de son cadet qui avait épousé Clémence Danel sœur de Marie-Ange et prit de son côté  la succession de son père dans la filature de lin de Linselles et la retorderie de fils à Lille .

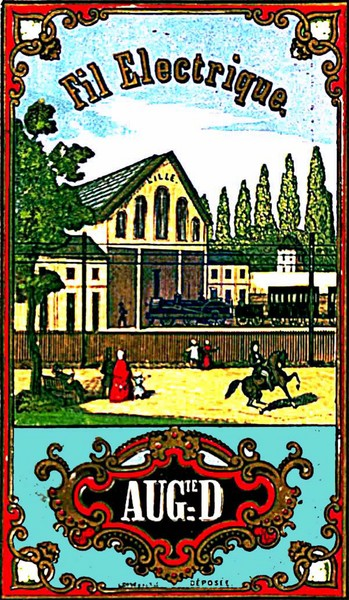
Auguste Descamps.Étiquette de bobine de fil. Gare de Lille en 1860
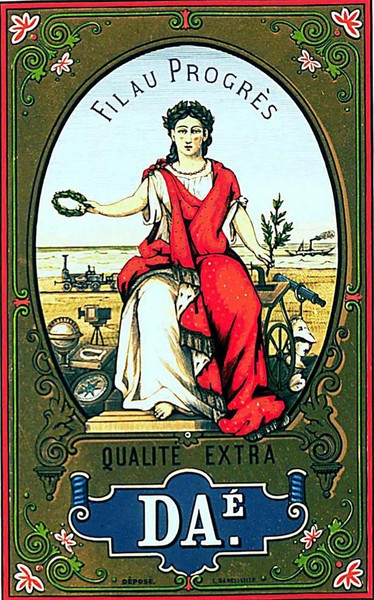
Ètiquette Descamps l'Ainé. «Au progrès»
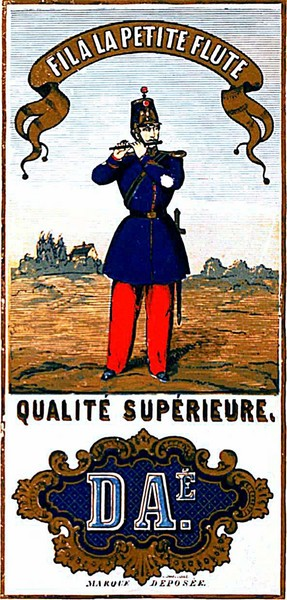
Étiquette Descamps l'Ainé. «Petite flûte»

La famille est alliée par des liens matrimoniaux avec d'autres dynasties textiles lilloises. Ainsi Alfred Descamps forme en 1858 avec son fils Anatole Descamps-Wallaert la société  « Auguste Descamps » qui exploite une usine rue de Jemmappes. Alfred Descamps participe à la création de la Compagnie des mines de Lens et il est l'un des fondateurs de la Société de Crédit  industriel et de dépôts du Nord, actuel Crédit du Nord.
En 1859, l'usine de la rue des Célestines employait 200 ouvriers (hommes), une autre rue des Fleurs à Lille 250.
Comme la plupart des usines lilloises, les filatures Descamps l’Aîné de Fives  et de la rue des Célestines du Vieux-Lille furent saccagées pendant l’occupation allemande de la Première guerre mondiale. Après la guerre, la filature de la rue des Célestines fut remplacée par un tissage 
La filature de lin de Linselles endommagée lors du premier conflit mondial est reconstruite et agrandie et se reconvertit en tissage de linge de maison et de toile de tente après la deuxième guerre.

## Evolution à partir des années 1950
L’entreprise dirigée par Marcel Descamps-Wallaert et par Jacques Descamps-Segard se spécialisa en 1954 dans le linge de maison et introduit la couleur dans les draps.
L’entreprise entre dans le groupe DMC en 1967.
L’usine de Linselles diminue ses effectifs de 680 ouvriers en 1950 à une centaine en 1967 date de sa fermeture et de l’entrée dans le groupe Agache-Willot qui y installe une unité de fabrication de couches Peau Douce. Cette usine ferme vers 2000.
L’usine de la rue des Célestines  ferme dans les années 1970. Des immeubles d’habitation et une école maternelle sont construits à son emplacement. Il reste une belle cave voûtée utilisée comme salle de spectacles.
Jean-Jacques Descamps, fils de Jacques Descamps-Segard prend en 1975 la Présidence-Direction de l’entreprise et développe les boutiques de vente de linge de maison. Il quitte cette fonction en 1985 à la suite de désaccords avec le Président du groupe DMC sur l’orientation stratégique.
L’entreprise est rachetée en 1997 par le groupe italien Zucchi qui absorbe également en 1998 l’entreprise Jalla de fabrication de linge à Régny dans la Loire, puis accumule les pertes au début des années 2000. Depuis 2005, le groupe Descamps est contrôlé à hauteur de 80 % par  le fonds d’investissement Astrance Capital Private Fund créé par la famille Zucchi, celle-ci ne conservant qu’une participation directe de 20 %.

## Pour approfondir